# Tenkai Knights
Tenkai Knights (テンカイナイト Tenkai Naito?) es una serie de anime de 2013 de Canadá y Japón, producido por Shogakukan-Shueisha Productions y Spin Master y animada por BONES y Shogakukan Music & Digital Entertainment.
La serie fue licenciada en Estados Unidos por Viz Media y Spin Master. Oficialmente salió al aire en Cartoon Network en Estados Unidos el 24 de agosto de 2013 y en Canadá por Teletoon el 28 de septiembre de 2013. Después de un año, la serie se estrenó en TV Tokyo y sus filiales japonesas el 5 de abril de 2014.
La empresa Televix Entertainment adquirió los derechos del anime de su ya mencionada versión estadounidense para su distribución en Latinoamérica. En Chile, la serie fue estrenada por ETC el 12 de mayo de 2014, y en Venezuela por Televen el mes de febrero de 2015.
Tenkai Knights se libera para promover la línea de ladrillos de construcción de marca Ionix de Spin Master.
Se estrenó en España el 1 de septiembre de 2014 en Neox.

## Argumento
Hace eones, un planeta pacífico de cubo llamado Quarton, poblada por ladrillos de vida que cambian de forma llamados Tenkai, fue devastada por una guerra entre dos facciones opuestas: el Ejército Corekai, liderados por el valiente y audaz comandante Beagle ("Beag"); y el Ejército corrupto, dirigido por el señor de la guerra despiadada Vilius, quien desea obtener la fuente de energía Tenkai para sus propios fines. Sin embargo, los únicos que fueron lo suficientemente fuertes como para derrotarlo fueron los legendarios Tenkai Knights del Ejército de Corekai: Bravenwolf, Tributon, Valorn, y Lydendor. Frente a la de•rrota, Vilius desató el poderoso Tenkai Dragón, que más tarde fue derrotado por los cuatro caballeros, sus fragmentos esparcidos por todo el planeta. Estos héroes nunca fueron vistos de nuevo, pero ahora, un año después, Señor Vilius y el Ejército corrupto infame han regresado, más potente que nunca.
Ahora, en el planeta Tierra, en el año 2034, dentro de Benham City, cuatro jóvenes adolescentes nombrados Guren, Ceylan, Toxsa, y Chooki encuentran un portal interdimensional a Quarton donde son elegidos por Boreas de los Guardianes para convertirse en la nueva generación de Tenkai Knights y prevenir Señor Vilius de tomar el control de ambos mundos.

## Personajes
• Guren → (Bravenwolf)  • Vilius 
• Ceylan → (Tributon) 
• Toxsa → (Valorn)
• Chooki  → (Lydendor)
• Beni  → (Venetta)

## Medios

### Animación
La serie se emitió por primera vez en Estados Unidos en el canal de televisión por cable Cartoon Network el 24 de agosto de 2013 a las 7:30 a. m., y en Canadá en Teletoon el 28 de septiembre de 2013. El doblaje al inglés fue producido por Studiopolis. Para coincidir con el lanzamiento de la serie, Spin Master y Kickstart Entertainment produjeron una precuela web de 10 episodios titulada Tenkai Knights Origins. La serie cuenta con música de John Majkut y se estrenó en YouTube, así como en el sitio web oficial de la marca, entre septiembre y diciembre de 2013. También se emitió como intercalación en Cartoon Network y Teletoon.
En Japón, la serie de televisión se retrasó hasta abril, y comenzó a emitirse en la cadena TV Tokyo el 5 de abril de 2014. Sin embargo, el horario de los sábados de 9:00 a 9:30 era de venta local, por lo que solo TV Aichi y TV Osaka se conectaron simultáneamente con la cadena de producción TV Tokyo, mientras que las otras tres cadenas afiliadas a TV Tokyo la transmitieron los sábados por la mañana a las 7:00 (una semana después). Se anunció una segunda temporada de la serie, pero se canceló antes de entrar en producción.